# 金顶侧耳
金顶侧耳（拉丁学名：Pleurotus citrinopileatus），又称榆黄蘑、金顶蘑、玉皇蘑、珊瑚菇，俗名黄金菇，真菌种名。伞菌目侧耳科，菌盖草黄色至鲜黄色，菌柄白色。分布于河北、黑龙江、吉林、广东、香港、西藏等。